# Chained Together
Chained Together (с англ. — «Скованные вместе») — кооперативная компьютерная игра в жанре платформер, разработанная и выпущенная 19 июня 2024 года компанией Anegar Games.

## Игровой процесс
В Chained Together игроки в количестве от двух до четырёх человек соединены цепью, и вместе им нужно достичь вершины карты, чтобы сбежать из Ада. На протяжении всего геймплея игроки могут найти десять усилений, называемых «крыльями», которые позволят им восстановиться после падения. Игрокам доступны сложный режим, в котором присутствует постоянно поднимающийся уровень лавы, или лёгкий режим, в котором есть контрольные точки. В игре также присутствует однопользовательский режим. Chained Together была выпущена 19 июня 2024 года, набрав 80 тысяч игроков за первую неделю после выпуска.

## Приём
Кэсс Маршалл из Polygon сравнил игру с QWOP, Getting Over It и Only Up!, добавив, что многопользовательский элемент развивает командную работу. Каан Серин из GamesRadar прокомментировал, что цепи сделали игру «обособленной». Брендан Колдуэлл, Эдвин Эванс-Тирлвелл и Ник Рубен из Rock, Paper, Shotgun похвалили сложность сохранения сплочённой команды.